# 新安商人
新安商人（しんあん しょうにん）は、中国で、大部分現在の安徽省に属する徽州府（歙県を中心とする）に籍を置き、辛亥革命前に活躍した商人集団（商幇）の総称である。別名は徽商、徽州商人、徽幇。

## 概要
旧徽州府には、今日の安徽省南部から江西省北部にまたがる山間部一帯、歙県、休寧県、婺源県、祁門県、黟県、績渓県が含まれる。「新安」は、徽州の古名である。明代には、山西商人（晋商）と新安商人の二つの商人集団が勢力を均衡させてせめぎあっていた。ただし明代後期より清代の嘉慶道光時期までの間に、両淮地方の塩業において、山西商人の勢力が減退し、新安商人が急速に発展した。

## 行商
徽州は山地が多く耕地が少なく、他の地域と比較して険しい生存条件により生活の糧が乏しかった。一方で、新安江や杭州の運河などの水運をはじめとして交通には恵まれていた。そのため、東晋の時代から新安商人は各地で行商を行っていた。明代までは、竹、木、瓦、漆など建築材や、硯、墨、筆、紙、茶などの地元の産物を扱っていた。明代からは塩商として勢力を拡大し、その利益を事業資金や地元の社会資本整備、居留地である外地の購入にあてた。長江流域や華北と江南を結ぶ大運河、贛江流域などの交通の要衝を押さえて、綿布や生糸、絹、木材、米、大豆等の地域による価格差が大きい商品を輸送することで蓄財に成功したのである。

## 貿易
海外との交易では伝統的に沿海部の福建、広東、寧波などの沿海部の商人が優勢であったが、海禁令の統制が強く海外との交易がもっぱら密貿易であった後期倭寇の一時期においては、日本や東南アジアで需要がある陶磁器や手工業製品を押さえた新安商人が貿易の主導権を握った。この時期の新安商人の中から、許棟や王直、徐海といった倭寇の頭目になる者も現れた。イギリス向けに茶葉の輸出が盛んになると、新安商人は広州で取引を行った。

## 金融
担保を取って金を貸す「典」や「当」という金融業があり、新安商人は全国で典当業を経営し、豊富な資金を背景に典当の金利を低くした。明末の法定金利は月三分から四分のところを、新安商人は一分〜二分として繁盛し、貧民に利益をもたらしたという評判も得た。

## 儒教との関係
徽州は朱熹の祖先の出身地でもあり、儒家が重んじられ、一族で学業を支援する習慣があった。これが新安商人の「賈而好儒（賈にして儒を好む）」といわれる特質であり、ゆえに新安商人には「儒商」という呼び方がなされた。新安商人は他地域に活路を求め、四方に行商する一方で、ある者は科挙に及第して朝廷に出仕し多大な成功を収めた。新安商人は外地で積極的に土地所有者となり、地主となって戸籍を移した。科挙の受験は本籍地で行われるため、これは科挙においても有利に働いた。こうして徽州の人士には、比較的高い文化的素質が身に付いた。このような文化的要因が人的資本や人脈を形成し、新安商人が興起し成功した一つの重要な原因である。中国で儒商といえば、実際は新安商人に始まるものであり、徽州の商人が儒商を創造し、また儒商精神を形成し、それが伝統文化の中に融合したのである。
明代には族譜と宗祠が盛んになり、新安商人の族譜には朱熹の思想にもとづく家訓が書かれたほか、各地の新安商人は族譜編纂や宗祠建設を通して結びつきを強め、情報収集のネットワークとしても役立てた。この宗族関係の強さは、他地域の商人との競争において有利に働いた。新安商人は共同経営者や支配人、店員にも同族を重用し、僕となった者も仮の一族とされた。

## 著名な新安商人
著名な人物には、清朝末期の胡雪巌（字は光墉、1823年 - 1885年）がいる。胡雪巌は祖籍は徽州の績渓にあり、貧しい中から身を立て、道光・咸豊・同治・光緒の4代にわたり活躍した。太平天国軍と戦う清軍に兵糧を供給したことをきっかけに官職を得て、左宗棠ら洋務運動を進める官僚たちに協力し、さまざまな近代工場の設立や上海での貿易活動に出資した。官界と経済界の両方で大成功を収めたが、最後には貿易で大損を出して破産し、寂しい晩年を過ごしている。